# Emmanuel Romary
Emmanuel Romary (né le 12 octobre 1968 à Luxeuil-les-Bains) est un athlète français, spécialiste du 110 mètres haies.

## Biographie
Cinquième des Universiades d'été de 1991, il participe aux championnats du monde de 1995 à Göteborg, s'inclinant dès les séries.
En 1996, il est vice-champion de France du 110 m haies, portant son record à 13"52, ce qui lui permet de se qualifier pour les Jeux olympiques de 1996 d'Atlanta où il atteint les quarts de finale du 110 m haies.